# أندرياس شتاينر
أندرياس شتاينر (بالألمانية: Andreas Steiner)‏ هو لاعب قفز طويل نمساوي، ولد في 31 مارس 1964.

## وصلات خارجية
- أندرياس شتاينر على موقع الاتحاد الدولي لألعاب القوى (الإنجليزية)
- أندرياس شتاينر على موقع أوليمبيديا (الإنجليزية)